# 7264 Hirohatanaka
7264 Hirohatanaka eller 1995 FK är en asteroid i huvudbältet som upptäcktes den 26 mars 1995 av de båda japanska astronomerna Takeshi Urata och Yoshisada Shimizu vid Nachi-Katsuura-observatoriet. Den är uppkallad efter amatörastronomen Hiroshi Hatanaka.
Asteroiden har en diameter på ungefär 3 kilometer.